# Třída Aydin
Třída Aydin (jinak též třída A) je třída minolovk tureckého námořnictva. Celkem bylo postaveno šest jednotek této třídy.

## Stavba
Kontrakt na stavbu šesti minolovek a cvičného simulátoru získaly 30. července 1999 loděnice Lürssen a Abeking & Rasmussen. Vybraná plavidla jsou velmi podobná německé třídě Frankenthal vyvinuté právě těmito loděnicemi. Zatímco prototyp Alanya byl postaven v Německu, dalších pět sériových minolovek postavila loděnice tureckého námořnictva v Istanbulu (Námořní loděnice v Istanbulu).
Jednotky třídy Aydin:
| Jméno           | Spuštěna          | Vstup do služby   | Status  |
| --------------- | ----------------- | ----------------- | ------- |
| Alanya (M265)   | 11. března 2003   | 23. února 2005    | aktivní |
| Amasra (M266)   | 10. května 2004   | 26. července 2005 | aktivní |
| Ayvalik (M267)  | 26. července 2006 | 27. června 2007   | aktivní |
| Akçakoca (M268) | 27. září 2006     | 17. září 2007     | aktivní |
| Anamur (M269)   | 17. září 2007     | 10. října 2008    | aktivní |
| Akçay (M270)    | 27. října 2008    | 15. prosince 2009 | aktivní |

## Konstrukce

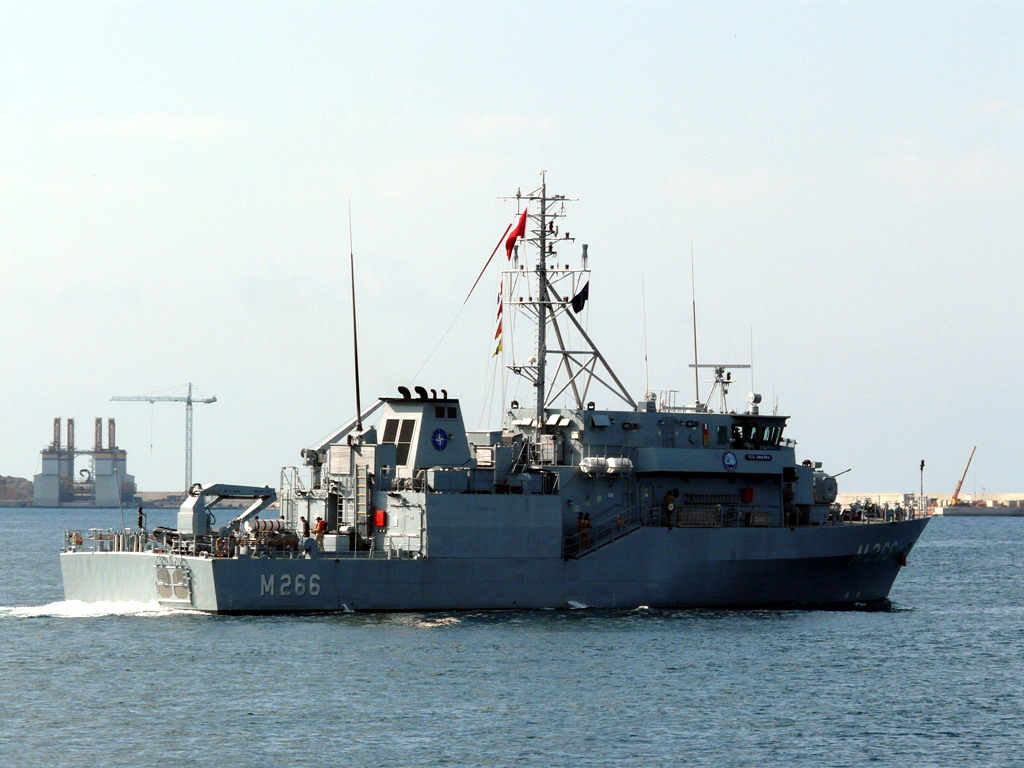
Amasra (M266)

Plavidla nesou bojový řídící systém Nautis-3M a vlečný sonar s měnitelnou hloubkou ponoru Marconi 2093. Nesou dva dálkově ovládané prostředky pro vyhledávání a likvidaci min PAP Mark 5. Jsou vyzbrojena jedním 30mm kanónem Otobreda ve dělové věži na přídi a dvěma 12,7mm kulomety. Pohonný systém tvoří dva diesely MTU 8V 396 TB84, každý o výkonu 3000 bhp, pohánějící dva lodní šrouby. Nejvyšší rychlost přesáhne 14 uzlů. Dosah je 2400 námořních mil při rychlosti 10 uzlů.